# Elektronisk dansmusik

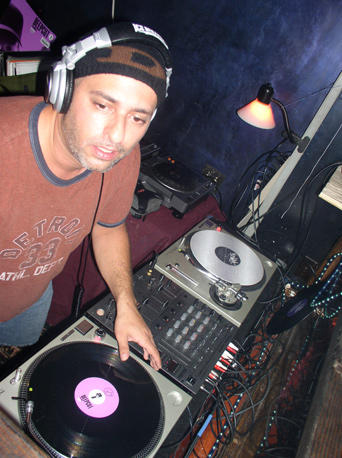
En DJ med turntables

Elektronisk dansmusik (förkortat EDM) är elektronisk musik som främst är avsedd för dans. Den har sitt ursprung i slutet av 1970-talet när synthesizer började användas i diskomusiken, och fick eget liv med housescenen i Chicago i mitten på 1980-talet. I dag består EDM av ett stort antal genrer och stilar, varav de flesta kan sorteras in under genrerna house, techno, trance och breakbeat.
Termen elektronisk dansmusik kommer från engelska electronic dance music, som började användas i slutet på 1990-talet som samlingsnamn på elektroniska musikstilar. Electronic dance music förkortas ofta till EDM eller dance, och kan också benämnas klubbmusik. Ibland används också termen techno, trots att den termen egentligen avser en specifik genre.

## Historia

### Chicago och Detroit
En av de första EDM-hittarna var Donna Summers "I Feel Love" från 1977, producerad av Giorgio Moroder och Pete Bellotte. Genren fick namnet hi-NRG, och under åren som följde blev den mycket populär, särskilt inom gaykulturen och bland icke-vita i USA. 1980 började Roland sälja trummaskinen TR-808 och 1982 kom bassynten TB-303. Dessa syntar bidrog till ljudbilden som kännetecknar den tidiga housemusik som uppstod i Chicago runt 1984–1985, det som senare kom att kallas Chicago house. Ungefär samtidigt utvecklades technon i Detroit, främst av tre män från Belleville, Michigan: Juan Atkins, Kevin Saunderson och Derrick May. Techno har ett mekaniskt, repetitivt ljud med enklare rytmer och melodier, i kontrast till det funkiga ljudet i house.
Mot slutet av 1980-talet utvecklades i Chicago en ny genre ur housemusiken, som kännetecknades av dynamisk och lekfull manipulering av frekvensfiltren i TB-303-synten. Genren fick namnet acid house, troligen till följd av det breda bruket av psykedeliska droger som LSD på dansklubbarna där musiken spelades. En av de första acid house-låtarna var Phutures låt "Acid Tracks" från 1987. Genren nådde mainstreampublik med den skotska gruppen The Shamen 1992.

### Europeiska influenser
House och techno började i mitten av 1980-talet få fäste i Europa. I Belgien kombinerades genrerna med electronic body music och bildade en industriell ljudbild som utvecklades till new beat, som tillsammans med acid house lade grunden till ravescenen. New beat utvecklades sedan till hardcore techno. Parallellt med detta växte jungle fram runt 1991. Till skillnad från de andra genrerna var den baserad på breakbeats – brutna, icke-raka rytmer baserade på uppklippta samplade trumslingor. Breakbeats togs in i andra genrer och bildade bland annat drum and bass och happy hardcore.
Runt 1992 slog The Prodigy igenom hos allmänheten med en blandning av breakbeats och acid, och under åren som följde var de tillsammans med andra engelska producenter som Chemical Brothers och Fatboy Slim pionjärer inom big beat. Hardcore utvecklades under den här tiden i Tyskland och Nederländerna till happy hardcore och gabber, två mycket snabba musikstilar. Det breakbeatinfluerade happy hardcore nådde en stor mainstreampublik genom främst tyska artister som Blümchen och Scooter.
Under 1980-talet var hi-NRG och europeiska varianter som italodisco och space disco populära i Europa. I början av 1990-talet utvecklades dessa genrer till eurodance, med grupper som Twenty 4 Seven och 2 Unlimited. Typiskt för eurodance är rappad vers kombinerad med en lättsjungen refräng i upptempo.

### Trance och 2000-talets housevåg
Trance utvecklades runt 1990 som en mjukare variant av andra EDM-genrer, men det var först 1993 som en separat genre utkristalliserades. Bland trancepionjärerna finns flera tyska artister som Dance 2 Trance (med låten Power of American Natives från 1992), Paul van Dyk och Jam & Spoon. Trance kännetecknas av melodiösa och ofta svävande ljudbilder, ett lugnare tempo och en rak men mjuk rytm. Ur trance, via acid trance, utvecklades i början av 1990-talet goatrance och psykedelisk trance. Trance har också influerats av house och techno till hard trance och under början av 2000-talet av gabber till hardstyle. Under början av 2000-talet fick trance sitt mainstreamgenombrott genom nederländska artister som Tiësto och Ferry Corsten
Under 1990-talet var house relativt osynlig som musikgenre, bortsett från eurodance. Under 2000-talet har genren nått större publik och blivit en del av populärdansmusiken, först med artister som Daft Punk och Stardust i slutet på 1990-talet, senare även med Benny Benassi, David Guetta, Deadmau5, Tiësto och de svenska diskjockeyerna Swedish House Mafia (Axwell, Steve Angello och Sebastian Ingrosso), Otto Knows och Avicii.